# نامیختگی
نامیختگی یا اپومیکسیس (به انگلیسی: apomixis) یک اصطلاح علمی در گیاه‌شناسی است که از زبان لاتین گرفته شده‌است. اپومیکسی نوعی تولیدمثل غیر جنسی است؛ مثلاً تخم‌مرغی که بدون آمیزش شدن با خروس به جوجه تبدیل شود، نوعی اپومیکسی است. در گیاهان نیز چنین تغییرها و تنوع ژنتیکی به ۱۲ شکل دیده می‌شود. گفته می‌شود که می‌توانیم اپومیکس را یک آیبراید یا نسل جدید بدانیم که بدون گرده‌افشانی به دست می‌آید.
در اپومیکس تغییرها و تنوع ژنتیکی نیز رخ می‌دهد؛ مثلاً بیش از ۱۲ نوع خربزه و حدود ۶۲ نوع انگور طبیعی در افغانستان وجود دارد که رنگ مزه و مقدار مواد معدنی آن‌ها فرق دارد. همه این‌ها در اثر تغییرهای ژنتیکی طبیعی از نوع اپومیکسی، کایمیرا «Chimera» و غیره به وجود آمده‌اند. زمانی‌که باغبان متوجه می‌شود که یکی از شاخه‌های درخت زردآلو می‌تواند میوه‌هایی بزرگ‌تر، سرخ‌رنگ‌تر و با طعم بهتر تولید کند، در سال آینده آن شاخه پندک را گرفته در شاخه‌های دیگر پیوند می‌نماید. اپومیکس می‌تواند نامطلوب و غیرمفید هم باشد. تولید نسل از طریق شاخه قلمه و ریشه به‌طور طبیعی اپومیکسی نیست. تنها تغییرهای ژنتیکی در درون تخم یک گیاه اپومیکسی است. گیاه‌شناسی بنام هانس وینکلر نوشته‌است که تولیدمثل بدون لقاح را اپومیکسی می‌گویند. اپو میکسی به چهار نوع دیده شده‌است.
۱)فرم‌های آپومیکسی (2n)مشابه پایهٔ مادری
1. فرم‌های دیپلوئید که از تولیدمثل جنسی به وجود آمده است.
2. فرم‌های هاپلوئید که به روش پارتنوکارپی تولید شده است.

۴)فرم‌های تری پلوئید (۳n)که از ترکیب گامت ماده (۲n)و گامت نر (n) به وجود آمده است.